# Сублицензионный договор

## Сублицензионный договор
Сублицензионный договор (см. также Лицензионный договор) — средство «распоряжения исключительным правом»; гражданско-правовой договор, по которому «одна сторона — обладатель исключительного права на результат интеллектуальной деятельности или на средство индивидуализации (лицензиар) — предоставляет или обязуется предоставить другой стороне (лицензиату) право использования такого результата или средства в предусмотренных образцом лицензионного договора пределах.». В отличие от сублицензионного договора, в лицензионном договоре лицензиаром выступает непосредственно правообладатель лицензируемого объекта, а в сублицензионном договоре — лицо, ранее получившее право на использование такого объекта по лицензионному договору.

### Отличие лицензионного и сублицензионного договоров
Различие между сублицензионным и лицензионным договором проводится по субъектному составу. Сублицензионный договор является вторичным, а предоставляемые по нему права – производными. Соответственно, по лицензионному договору возможный объем предоставляемых прав максимален и ограничивается только пределами охраны исключительного права правообладателя в соответствии с законодательством. В сублицензионном договоре объем предоставляемых прав сужен рамками лицензии, которую ранее получил лицензиат, поскольку невозможно передать больше прав, чем сам имеешь.

### Сублицензионный договор в Гражданском кодексе
1. При письменном согласии лицензиара лицензиат может по договору предоставить право использования результата интеллектуальной деятельности или средства индивидуализации другому лицу (сублицензионный договор).
2. По сублицензионному договору сублицензиату могут быть предоставлены права использования результата интеллектуальной деятельности или средства индивидуализации только в пределах тех прав и тех способов использования, которые предусмотрены лицензионным договором для лицензиата.
3. Сублицензионный договор, заключенный на срок, превышающий срок действия лицензионного договора, считается заключенным на срок действия лицензионного договора.
4. Ответственность перед лицензиаром за действия сублицензиата несет лицензиат, если лицензионным договором не предусмотрено иное.
5. К сублицензионному договору применяются правила настоящего Кодекса о лицензионном договоре.

### Виды сублицензионных договоров
- Авторские и лицензионные договоры;

- Авторский договор заказа;

- Договор об использовании программ для ЭВМ и баз данных;

- Об использовании фонограмм;

- Об использовании эфирных и кабельных передач;

- Иные виды.